# Jan Gunnar Solli
Jan Gunnar Solli, född 19 april 1981 i Arendal, är en norsk fotbollsspelare som har spelat för bland annat Rosenborg och Hammarby IF i Allsvenskan.
Solli startade sin seniorkarriär i Odd Grenland. Därefter spelade han för Rosenborg, där han var med och vann Tippeligaen tre gånger (2003, 2004, 2006) samt Brann där han vann Tippeligaen 2007. Säsongen 2011–2012 spelade han för amerikanska New York Red Bulls. Säsongen 2013 spelade han för Vålerenga. 
Den 17 mars 2014 skrev Solli på ett tvåårskontrakt med Hammarby IF. Han debuterade i premiären av Superettan 2014 mot Assyriska FF, en match som slutade med en 1–0-seger för Hammarby. Kontraktet förlängdes inte.

### Webbkällor
- Jan Gunnar Solli på Svenska Fotbollförbundets webbplats
- Jan Gunnar Solli på elitefootball